# Championnat du Sénégal de football de deuxième division 2021
Ne doit pas être confondu avec Championnat du Sénégal de football de deuxième division 2021-2022.
Navigation
Ligue 2 2018-2019 Ligue 2 2021-2022
La saison 2021 de Ligue 2 sénégalaise est la cinquante-septième édition du Championnat du Sénégal de football de deuxième division et la douzième sous l'appellation « Ligue 2 ».
Le CNEPS Excellence FC est toujours le tenant du titre bien que l’édition précédente ait été annulée.

## Classement
| Rang | Équipe             | Pts | J  | G  | N  | P  | Bp | Bc | Diff |
| ---- | ------------------ | --- | -- | -- | -- | -- | -- | -- | ---- |
| 1    | Guédiawaye FC      | 52  | 26 | 16 | 4  | 6  | 34 | 21 | +13  |
| 2    | ASCE Linguère      | 50  | 26 | 14 | 8  | 4  | 27 | 12 | +15  |
| 3    | US Ouakam          | 42  | 26 | 11 | 9  | 6  | 28 | 15 | +13  |
| 4    | ASC Sonacos        | 40  | 26 | 10 | 10 | 6  | 27 | 21 | +6   |
| 5    | Keur Madior FC     | 39  | 26 | 10 | 9  | 7  | 26 | 22 | +4   |
| 6    | DUC                | 38  | 26 | 9  | 11 | 6  | 21 | 18 | +3   |
| 7    | Demba Diop FC      | 36  | 26 | 9  | 9  | 8  | 25 | 23 | +2   |
| 8    | Jamono Fatick      | 32  | 26 | 8  | 8  | 10 | 23 | 26 | -3   |
| 9    | UCST Port Autonome | 31  | 26 | 7  | 10 | 9  | 22 | 24 | -2   |
| 10   | Thiès FC           | 31  | 26 | 8  | 7  | 11 | 22 | 26 | -4   |
| 11   | ASC Renaissance    | 30  | 26 | 8  | 6  | 12 | 23 | 25 | -2   |
| 12   | Amitié FC          | 30  | 26 | 6  | 12 | 8  | 17 | 25 | -8   |
| 13   | EJ Fatick          | 29  | 26 | 8  | 5  | 13 | 28 | 34 | -6   |
| 14   | Africa Promo Foot  | 9   | 26 | 1  | 6  | 19 | 15 | 46 | -31  |

|  | Qualification pour le Ligue 1                                                                     |
|  | Qualification pour la Coupe de la confédération 2021-2022                                         |
|  | Relégation en Ligue 3                                                                             |
|  | C : Vainqueur de la Coupe du Sénégal de football 2021 P : Promu de Ligue 3 R : Relégué de Ligue 1 |